# Arnold Landvoigt
Arnold Landvoigt (ur. 6 lutego 1879 w Waszyngtonie, zm. 15 grudnia 1970 tamże) – niemiecki rugbysta, olimpijczyk, zdobywca srebrnego medalu w turnieju rugby union na Letnich Igrzyskach Olimpijskich w 1900 roku w Paryżu; lekkoatleta, mistrz kraju w biegu na 100 metrów.

## Życiorys
Podczas pobytu w Niemczech uczęszczał do Neuenheim College. Studiował grę na wiolonczeli i po powrocie do USA występował w kwartecie smyczkowym.
Później pracował w policji. Został komendantem policji w Waszyngtonie. W 1916 wstąpił do United States Secret Service. Ochraniał m.in. prezydentów Williama Tafta, Woodrowa Wilsona, Warrena Hardinga Herberta Hoovera i Franklina Delano Roosevelta.

## Kariera sportowa
W trakcie kariery sportowej reprezentował klub SC 1880 Frankfurt, z którym – jako przedstawicielem Cesarstwa Niemieckiego – zagrał w turnieju rugby union na Letnich Igrzyskach Olimpijskich 1900. W rozegranym 14 października 1900 roku na Vélodrome de Vincennes spotkaniu Niemcy ulegli Francuzom 17:27. Oznaczało to zdobycie przez Niemców srebrnego medalu ex aequo z Brytyjczykami, jako że zaplanowany na 21 października mecz z reprezentującym Wielką Brytanię klubem Moseley Wanderers RFC nie doszedł do skutku. Był to jego jedyny występ w kadrze narodowej.
Uprawiał także lekkoatletykę i był mistrzem Niemiec w biegu na 100 metrów podczas mistrzostw kraju w 1899 roku.